# Июнь 2024 года

Список событий июня 2024 года.

## События
- 1 июня
  - У новокаледонского папоротника Tmesipteris oblanceolata обнаружен самый большой геном среди многоклеточных эукариот: 160,45 миллиарда пар нуклеотидных оснований[1].
  - Посадочный модуль китайского зонда «Чанъэ-6» успешно прилунился в районе кратера Аполлон на обратной стороне Луны, и приступил к отбору образцов лунного грунта для доставки их на Землю[2].
  - Президентские выборы в США (2024): Предвыборный штаб Дональда Трампа объявил о рекордном сборе пожертвований в размере 52,8 миллиона долларов после вынесения ему обвинительного приговора по делу о фальсификации деловых документов с целью сокрытия факта выплаты в размере 130 тысяч долларов порноактрисе Сторми Дэниэлс в 2016 году[3].

- 3 июня
  - Клаудия Шейнбаум избрана новым президентом Мексики. Она станет первой женщиной на этом посту. Вступление в должность запланировано на 1 октября 2024 года[4].

- 4 июня
  - Посадочный модуль китайского зонда «Чанъэ-6» с собранными образцами лунного грунта успешно стартовал с обратной стороны Луны. Прибытие образцов на Землю ожидается примерно 25 июня 2024 года[5].

- 5 июня
  - Сергей Лавров получил орден Жеребца[6].
  - Открылся XXVII Петербургский международный экономический форум на площадке «Экспофорума» в Санкт-Петербурге (Россия). Главная тема форума: «Основа многополярного мира — формирование новых точек роста»[7].
  - Первый пилотируемый испытательный полёт к МКС американского космического корабля Starliner компании Boeing[8].
  - Международные конфликты
    - Вторжение России на Украину: Владимир Путин заявил, что в российском плену находится 6465 украинцев, а в украинском плену — 1348 российских военных[9].
- 6 июня
  - Состоялся четвёртый испытательный полёт SpaceX Starship. Миссия впервые завершилась полным успехом: сначала мягкую посадку совершила первая ступень, а затем и сам корабль, первой ступени удалось совершить мягкое приводнение в Мексиканском заливе, а кораблю — в Индийском океане[10].
  - В ЕС начались 10-е общенародные выборы в Европейский парламент, которые пройдут с 6 по 9 июня. Голосование пройдёт во всех 27 странах Европейского союза, и в нём должны принять участие около 373 миллионов граждан имеющих право голоса[11].

- 7 июня
  - В Копенгагене (Дания) напали на премьер-министра Дании Метте Фредериксен[12].
  - В Риме (Италия) стартовал 26-й чемпионат Европы по лёгкой атлетике[13].

- 8 июня
  - Операция «Летние семена»: Армия обороны Израиля освободила четырёх заложников в секторе Газа[14].
  - Спорт
    - Польская теннисистка Ига Свёнтек третий раз подряд выиграла Открытый чемпионат Франции, победив в финале итальянку Жасмин Паолини со счётом 6-2 6-1[15].

- 9 июня
  - Министр военного кабинета Бени Ганц подал в отставку после того, как премьер-министр Биньямин Нетаньяху не представил план послевоенного устройства Сектора Газа к ранее объявленному Ганцем сроку — 8 июня. Министр Гади Айзенкот также уходит в отставку[16].
  - Спорт
    - Испанский теннисист Карлос Алькарас впервые в карьере выиграл Открытый чемпионат Франции, победив в финале в 5 сетах Александра Зверева[17].

  - Выборы в Европейский парламент (2024):
    - «Европейская народная партия» Урсулы фон дер Ляйен победила на выборах в Европарламент[18].
    - Правые и ультраправые партии заметно улучшили свой результат в ключевых странах ЕС, включая Германию, Францию и Италию[19].
    - Премьер-министр Бельгии Александр Де Кро после поражения партии «Открытые фламандские либералы и демократы» на парламентских выборах объявил, что уйдёт в отставку с поста премьер-министра после того, как будет сформирован новый кабинет[20].
    - Президент Франции Эмманюэль Макрон по итогам выборов в Европарламент распустил Национальную ассамблею Франции и объявил внеочередные парламентские выборы, которые пройдут 30 июня и 7 июля. Это первый случай с 1997 года, когда президент Франции распускает парламент[21].
    - В Германии партия «Альтернатива для Германии» на выборах достигла лучшего результата в истории[22].
    - Партия премьер-министра Италии Джорджи Мелони «Братья Италии» получила большинство голосов[23].

- 10 июня
  - Упал самолёт с вице-президентом Малави Саулосом Чилимой и ещё девятью пассажирами, все находившиеся на борту погибли[24].
  - Спорт
    - В Белграде (Сербия) начался чемпионат Европы по водным видам спорта, который продлится до 23 июня[25].

- 11 июня
  - Хантер Байден, сын действующего президента США Джо Байдена, признан виновным судом присяжных по делу о покупке оружия, он солгал относительно употребления наркотиков при покупке огнестрельного оружия[26].

- 12 июня
  - Спорт
    - В Риме (Италия) завершился чемпионат Европы по лёгкой атлетике. Было разыграно 49 комплектов наград. Сборная Италии завоевала больше всех золотых наград (11) и медалей в сумме (24). Ни одна другая страна не выиграла более 4 золотых наград. Хорватка Сандра Элкасевич завоевала золото в метании диска на седьмом чемпионате Европы подряд. Норвежец Якоб Ингебригтсен сделал победный «дубль» на дистанциях 1500 и 5000 метров на третьем чемпионате Европы подряд[27].
    - В Казани стартовали спортивные игры БРИКС 2024.

  - Международные конфликты
    - Вторжение России на Украину: 9 человек погибло и более 25 пострадало в результате российского ракетного удара по Кривому Рогу[28].
    - Российские миротворцы покинули Нагорный Карабах, где они находились с 2020 года после окончания Второй карабахской войны. Изначально планировалось, что российские солдаты будут находиться в Нагорном Карабахе до 2025 года[29].

  - Происшествия и катастрофы
    - В Конго на реке Ква затонуло судно HB la Saintet с 271 пассажирами, судьба людей, находившихся на борту неизвестна[30][31][32].
    - Не менее 50 человек погибло в результате пожара в кувейтском городе Манкаф, в здании, где проживали иностранные рабочие[33].

- 13 июня
  - Около ста человек пострадали во время протестов в Армении[34].
  - Экономика
    - Московская биржа прекратила торги долларом США и евро после включения в санкционный список США[35].

- 14 июня
  - Спорт
    - В Германии начался чемпионат Европы по футболу. В турнире принимают участие 24 сборные, финал состоится 14 июля в Берлине[36].

- 16 июня
  - Международные отношения
    - В Швейцарии завершилась двухдневная мирная конференция по Украине. Итоговое коммюнике подписали 80 стран-участников из 92[37], впоследствии Иордания и Ирак отозвали свои подписи, в результате чего число стран, поддержавших документ, сократилось до 78[38].

  - Происшествия
    - Захват заложников в СИЗО Ростова-на-Дону: Шестеро арестантов выбрались из камеры и взяли в заложники двух сотрудников изолятора. В результате штурм пять захватчиков убиты, один ранен. Заложники освобождены[39][40].
    - Вспышка ботулизма в Москве: более 100 человек госпитализированы, 55 находятся в тяжелом состоянии, 30 в реанимации[41].

- 18 июня
  - Международные отношения
    - Российско-северокорейские отношения: Президент России прибыл в КНДР с официальным государственным визитом (первым с 2000 года) и подписал с Ким Чен Ыном договор о «всеобъемлющем стратегическом партнерстве»[42][43]

  - Происшествия
    - Инциденты во время хаджа: В Саудовской Аравии более 900 паломников погибли от жары во время хаджа в Мекку[44][45].
    - Кризис в Красном море: Затонуло второе за неделю судно, атакованное йеменскими хуситами. Перевозивший уголь балкер MV Tutor был атакован 12 июня, команда была эвакуирована, но один человек погиб[46]. Несколькими днями ранее затонул сухогруз Verbena[47].

  - Спорт
    - 39-летний португалец Криштиану Роналду стал первым футболистом, сыгравшим на 6 чемпионатах Европы (2004—2024). Он также является рекордсменом по сыгранным матчам и забитым мячам на чемпионатах Европы[48]. Другой игрок сборной Португалии Пепе стал самым возрастным футболистом в истории чемпионатов Европы, выйдя на поле в возрасте 41 года, 3 месяцев и 23 дней, побив рекорд вратаря сборной Венгрии Габора Кирая более чем на год[49].

- 19 июня
  - Пиренейских рысей исключили из числа вымирающих видов, теперь это уязвимый вид[50][51].
  - Стоунхендж подвергся нападению[исп.] эко-вандалов[52][53]. Премьер-министр Великобритании Риши Сунак назвал акцию «позорным актом вандализма в отношении одного из старейших и важнейших памятников Великобритании и мира»[54].

- 20 июня
  - Археологи вскрыли египетский саркофаг возрастом 3500 лет и обнаружили на его крышке изображение, удивительно похожее на Мардж Симпсон[55][56].

- 21 июня
  - Армения признала независимость Палестины[57].
  - Спорт
    - «Эдмонтон Ойлерз» стали первой с 1945 года командой, сравнявшей счёт в финальной серии Кубка Стэнли, уступая в ней 0-3[58].

- 23 июня
  - При ракетном ударе по Севастополю обломки одной из сбитых ракет упали на пляж. Пострадало 124 человека. Погибли 4 человека, в том числе двое детей[59].
  - Теракты в Дагестане: в Дербенте и Махачкале боевики напали на православные храмы, синагоги и пост ДПС. Погибли 27 человек, включая пятерых террористов, ранены 46.
  - Спорт
    - В Белграде (Сербия) завершился чемпионат Европы по водным видам спорта. Было разыграно 74 комплекта наград в плавании в бассейне, плавании на открытой воде, прыжках в воду и артистическом плавании. Больше всех золотых наград завоевала команда Венгрии — 12. Многие ведущие спортсмены не принимали участие в турнире, продолжая подготовку к Олимпийским играм 2024 года[60].

- 24 июня
  - Спорт
    - Клуб «Флорида Пантерз» впервые выиграл Кубок Стэнли, победив в финальной серии «Эдмонтон Ойлерз» со счётом 4-3. Конн Смайт Трофи получил форвард «Ойлерз» Коннор Макдэвид, набравший 42 очка (8+34) в 25 матчах плей-офф, он установил рекорд по голевым передачам за один плей-офф в истории НХЛ. Макдэвид стал первым с 2003 года хоккеистом, получившим Конн Смайт Трофи и не выигравшим Кубок Стэнли[61].

  - Происшествия и катастрофы
    - При пожаре в бывшем здании НИИ «Платан» в подмосковном Фрязино погибло 8 человек[62].
    - В Южной Корее 22 рабочих погибли в результате пожара[англ.] на заводе литиевых аккумуляторов в городе Хвасон. Большинство погибших были китайскими трудовыми мигрантами. Завод принадлежит компании Aricell[63].

- 25 июня
  - Китайская миссия «Чанъэ-6» впервые в истории человечества доставила[англ.] на Землю образцы грунта с обратной стороны Луны[64].
  - Основатель WikiLeaks Джулиан Ассанж заключил сделку с Минюстом США и вышел на свободу. Последние пять лет он провел в тюрьме в Лондоне, а до этого семь лет скрывался в посольстве Эквадора[65].
  - Международный уголовный суд в Гааге выдал ордер на арест бывшего министра обороны РФ Сергея Шойгу и действующего начальника Генштаба ВС РФ Валерия Герасимова по подозрению в разрушении украинской энергосистемы[66].
  - В Кении начались беспорядки в связи с принятием закона о повышении налогов. Протестующие штурмовали[англ.] здание парламента страны[англ.], часть его сгорела; по крайней мере 23 человека было убито полицией. На следующий день президент Кении Уилья Руто заявил, что не подпишет этот закон[67].
  - Вооружённые конфликты
    - В Нигере более 20 военных погибли в результате засады боевиков недалеко от границы с Буркина-Фасо в регионе Тиллабери. В стране объявлен трёхдневный траур[68][69].

- 26 июня
  - Политика
    - Президент Боливии Луис Арсе обвинил генерала Хуана Хосе Суньигу в попытке военного переворота после того, как отправленный накануне в отставку генерал вывел военных на центральную площадь Ла-Паса Мурильо[70][71].
    - НАТО утвердил кандидатуру премьер-министра Нидерландов 57-летнего Марка Рютте на должность нового генерального секретаря альянса. Рютте 2 октября 2024 года сменит на этом посту Йенса Столтенберга[72].

  - Награды и премии
    - Композитор Дмитрий Курляндский отказался от получения премии «Золотая маска» из-за событий на Украине и дела против Евгении Беркович и Светланы Петрийчук[73].

  - Происшествия и катастрофы
    - В муниципальном округе Инта (Республика Коми) на перегоне Инта-1 — обгонный пункт Угольный Северной железной дороги с рельсов сошли 9 вагонов пассажирского поезда № 511 Воркута — Новороссийск, погибло 3 человека, около 40 пострадали[74].
    - Не менее 20 человек погибли из-за последствий проливных дождей в Непале[75].

  - Технологии
    - Прекращена работа ICQ, одного из первых мессенджеров в истории[76].

  - Спорт
    - Завершилась групповая стадия чемпионата Европы по футболу. В плей-офф сыграют 16 сборных[77].

- 28 июня
  - В Японии около 80 смертей связывают с отравлением пищевыми добавками[англ.] из красного ферментированного риса[78].
  - Президентские выборы в Иране: в Иране прошло голосование в первом туре внеочередных президентских выборов, назначенных после гибели прошлого президента страны Раиси[79]. Во второй тур президентских выборов прошли Саид Джалили и Масуд Пезешкиан[80].
  - Президентские выборы в США: в США состоялись первые предвыборные дебаты между Байденом и Трампом. слабое выступление Байдена вызвало опасение среди демократов.[81][82][83]. После дебатов демократы начали обсуждать теоретическую возможность замены кандидатуры Байдена на предстоящих выборах[84][85].

- 30 июня
  - Фильм студии Pixar «Головоломка 2» собрал более 1 миллиарда долларов кассовых сборов, достигнув этого результата всего за 3 недели проката, в самое быстрое время среди всех анимационных фильмов в истории[86].
  - Парламентские выборы во Франции (2024): Во Франции прошел первый тур внеочередных парламентских выборов, назначенных после роспуска Национального собрания[87]. В первом туре выборов победила партия «Национальное объединение» Ле Пен, а коалиция Макрона заняла лишь третье место[88].
  - Китайские биологи обнаружили, что пустынный мох вида Syntrichia caninervis способен переносить полное обезвоживание и при этом он способен возвращаться к жизни после того, как он провел около пяти лет при температуре в минус 80 °C или около месяца при температуре в минус 196 °C. Это делает мох пригодным для колонизации Марса[89].
  - Президентские выборы в США (2024): Семья Байдена убедила его не снимать кандидатуру с выборов после провала на дебатах с Трампом, а также обсудила с ним вопрос увольнения советников, которые его так плохо подготовили[90].
  - Происшествия и катастрофы
    - В Измир (Турция) в ресторане этого города, взорвался баллон с пропаном, погибли 5 человек, 63 пострадали[91].

  - Религия
    - 52-летний митрополит Видинский Даниил избран новым патриархом Болгарским[92].

  - Спорт
    - Мужская сборная Франции по волейболу выиграла Лигу наций, победив в финале сборную Японии (3-1). Самым ценным игроком признан Антуан Бризар[93].